# Гримако
Грима̀ко (на италиански: Grimacco; на словенски: Garmak, Гармак, на фриулски: Grimac, Гримак) е община в Северна Италия, провинция Удине, автономен регион Фриули-Венеция Джулия. Разположено е на 248 m надморска височина. Населението на общината е 363 души (към 2013 г.).
Административен център е село Клодиг (Clodig). Официални общински езици са словенският и италианският.